# Область визначення

Функція f відображає область визначення X в простір Y; менший овал всередині Y — це область значень функції f

Область визначення (старіший термін — область задавання[джерело?]) — множина допустимих значень аргументу функції. Позначатиметься як {\displaystyle D(f)}, якщо вказується область визначення функції {\displaystyle y=f(x)}.
Якщо задана: числова множина {\displaystyle X} та правило {\displaystyle f}, що дозволяє поставити у відповідність кожному елементу {\displaystyle x} з множини {\displaystyle X} певне число, то говорять, що задана функція {\displaystyle y=f(x)} з областю визначення {\displaystyle X:y=f(x),D(f)=X}.
Тобто, визначення області значень є необхідна умова для визначення функції.
Означення. Значення змінних, на яких задається функція {\displaystyle y=f(x)}, називають допустимими значеннями змінних.
Означення. Значення змінних, при яких алгебраїчний вираз {\displaystyle P} має зміст, називають допустимими значеннями змінних. Множину всіх допустимих значень змінних називають областю допустимих значень змінних {\displaystyle D(P)}.
Означення. Областю визначення рівняння {\displaystyle f(x)=g(x)} називають множину всіх тих значень змінної {\displaystyle x}, при яких алгебраїчні вирази {\displaystyle f(x)} і {\displaystyle g(x)} одночасно мають зміст.
Якщо функція задана формулою, то область визначення складається зі всіх значень незалежної змінної, при яких формула має зміст.

## Приклади
Нижче наведені умови на області визначення алгебраїчних виразів від деяких елементарних функцій дійсного аргумента
| Функція {\displaystyle y=f(x)}                    | Область визначення, множина {\displaystyle D(f)}                   |
| ------------------------------------------------- | ------------------------------------------------------------------ |
| {\displaystyle f(x)=(h(x))^{n},n\in \mathbb {N} } | {\displaystyle h(x)\in \mathbb {R} }                               |
| {\displaystyle f(x)={\frac {1}{h(x)}}}            | {\displaystyle h(x)\neq 0}                                         |
| {\displaystyle f(x)={\sqrt {h(x)}}}               | {\displaystyle h(x)\geq 0}                                         |
| {\displaystyle f(x)=a^{h(x)},a>0}                 | {\displaystyle h(x)\in \mathbb {R} }                               |
| {\displaystyle f(x)=\log _{a}h(x)}                | {\displaystyle h(x)>0}                                             |
| {\displaystyle f(x)=\log _{h(x)}~a}               | {\displaystyle h(x)>0,h(x)\neq 1}                                  |
| {\displaystyle f(x)={\mbox{tg}}~h(x)}             | {\displaystyle h(x)\neq {\frac {\pi }{2}}+\pi n,n\in \mathbb {Z} } |
| {\displaystyle f(x)={\mbox{ctg}}~h(x)}            | {\displaystyle h(x)\neq \pi n,n\in \mathbb {Z} }                   |
| {\displaystyle f(x)={\mbox{arcsin}}~h(x)}         | {\displaystyle -1\leq h(x)\leq 1}                                  |
| {\displaystyle f(x)={\mbox{arccos}}~h(x)}         | {\displaystyle -1\leq h(x)\leq 1}                                  |